# Heleobops
Heleobops là một chi ốc nước ngọt rất nhỏ, động vật thân mềm chân bụng trong họ Hydrobiidae.

## Các loài
Các loài trong chi Heleobops gồm có:
- Heleobops carrikeri Davis & McKee, 1989[3]
- Heleobops docimus F. G. Thompson, 1968[4]